# Alex Vinatzer
Alex Vinatzer (ur. 22 września 1999 w Bozen) – włoski narciarz alpejski pochodzący z Tyrolu Południowego, trzykrotny medalista mistrzostw świata seniorów juniorów oraz dwukrotny mistrzostw świata juniorów i  olimpijskiego festiwalu młodzieży Europy.

## Kariera
Jego pierwszym występem na arenie międzynarodowej były rozegrane 20 listopada 2015 roku w Vail Resort zawody cyklu National Junior Race, na których zajął 26. miejsce w slalomie. W tym samym roku rozpoczął także starty w zawodach FIS, zaś w 2016 roku po raz pierwszy pojawił się na mistrzostwach Włoch juniorów.
W 2017 roku rozpoczął występy w Pucharze Europy, a także wziął udział w olimpijskim festiwalu młodzieży Europy w Erzurum, na którym zdobył złote medale w slalomie gigancie i slalomie oraz w mistrzostwach świata juniorów w Åre, na których zajął 4. miejsce w slalomie i 26. w slalomie gigancie, ponadto nie ukończył supergiganta i drugiego przejazdu kombinacji. W tym samym roku, 12 listopada zadebiutował również w Pucharze Świata, kiedy to na rozgrywanych w Levi zawodach sezonu 2017/2018 nie zakwalifikował się do pierwszego przejazdu slalomu.
16 marca 2018 roku zdobył pierwsze punkty w Pucharze Świata, zajmując 5. miejsce w rywalizacji drużynowej na zawodach zorganizowanych w Åre. 2018 rok to dla niego również występ na mistrzostwach świata juniorów w Davos, na których wywalczył srebrny medal w slalomie, a także zajął 4. miejsce w slalomie gigancie i 21. w supergigancie, ponadto nie ukończył pierwszego przejazdu kombinacji oraz na igrzyskach olimpijskich w Pjongczangu, na których zajął 5. miejsce w zawodach drużynowych i nie ukończył pierwszego przejazdu slalomu. W 2019 roku wziął udział w mistrzostwach świata w Åre, gdzie zajął 19. miejsce w slalomie oraz zdobył brązowy medal w zawodach drużynowych, w których jego drużyna, współtworzona przez Simona Maurbergera, Riccarda Tonettiego, Larę Della Meę, Irene Curtoni i Martę Bassino uplasowała się na podium za ekipami ze Szwajcarii i Austrii, a także w mistrzostwach świata juniorów w Val di Fassa, na których wywalczył złoty medal w slalomie i nie ukończył drugiego przejazdu slalomu giganta.
Podczas mistrzostw świata w Courchevel/Méribel w 2023 roku zdobył brązowy medal w slalomie. Wyprzedzili go jedynie Henrik Kristoffersen z Norwegii oraz Grek AJ Ginnis. Następnie zdobył złoty medal w zawodach drużynowych na mistrzostwach świata w Saalbach w 2025 roku.

## Osiągnięcia

### Igrzyska olimpijskie
| Miejsce | Dzień     | Rok  | Miejscowość | Konkurencja      | Czas biegu | Strata | Zwycięzca      |
| ------- | --------- | ---- | ----------- | ---------------- | ---------- | ------ | -------------- |
| DNF1    | 22 lutego | 2018 | Pjongczang  | Slalom           | 1:38,99    | –      | André Myhrer   |
| 5.      | 24 lutego | 2018 | Pjongczang  | Zawody drużynowe | –          | –      | Szwajcaria     |
| DNF1    | 13 lutego | 2022 | Pekin       | Gigant           | 2:09,35    | –      | Marco Odermatt |
| DNF2    | 16 lutego | 2022 | Pekin       | Slalom           | 1:44,09    | –      | Clément Noël   |

### Mistrzostwa świata
| Miejsce | Dzień     | Rok  | Miejscowość        | Konkurencja          | Czas biegu | Strata | Zwycięzca              |
| ------- | --------- | ---- | ------------------ | -------------------- | ---------- | ------ | ---------------------- |
| 3.      | 12 lutego | 2019 | Åre                | Zawody drużynowe     | –          | –      | Szwajcaria             |
| 19.     | 17 lutego | 2019 | Åre                | Slalom               | 2:05,86    | +2,45  | Marcel Hirscher        |
| 4.      | 21 lutego | 2021 | Cortina d’Ampezzo  | Slalom               | 1:46,48    | +1,20  | Sebastian Foss Solevåg |
| 8.      | 14 lutego | 2023 | Courchevel/Méribel | Drużynowo            | –          | –      | Stany Zjednoczone      |
| 13.     | 15 lutego | 2023 | Courchevel/Méribel | Gigant równoległy    | –          | –      | Alexander Schmid       |
| DNF2    | 17 lutego | 2023 | Courchevel/Méribel | Gigant               | 2:34,08    | –      | Marco Odermatt         |
| 3.      | 19 lutego | 2023 | Courchevel/Méribel | Slalom               | 1:39,50    | +0,38  | Henrik Kristoffersen   |
| 1.      | 4 lutego  | 2025 | Saalbach           | Drużynowo            | -          | -      | -                      |
| DNF2    | 12 lutego | 2025 | Saalbach           | Kombinacja drużynowa | 2:42,38    | -      | Szwajcaria 1           |
| 21.     | 14 lutego | 2025 | Saalbach           | Gigant               | 2:39,71    | +2,08  | Raphael Haaser         |
| DNF2    | 16 lutego | 2025 | Saalbach           | Slalom               | 1:54,02    | -      | Loïc Meillard          |

### Mistrzostwa świata juniorów
| Miejsce | Dzień     | Rok  | Miejscowość  | Konkurencja   | Czas biegu | Strata | Zwycięzca      |
| ------- | --------- | ---- | ------------ | ------------- | ---------- | ------ | -------------- |
| DNF1    | 9 marca   | 2017 | Åre          | Supergigant   | 1:17,91    | –      | Nils Alphand   |
| DNF2    | 11 marca  | 2017 | Åre          | Kombinacja    | 2:05,14    | –      | Loïc Meillard  |
| 26.     | 13 marca  | 2017 | Åre          | Slalom gigant | 2:25,23    | +5,17  | Loïc Meillard  |
| 4.      | 14 marca  | 2017 | Åre          | Slalom        | 1:37,64    | +0,67  | Adrian Pertl   |
| 21.     | 2 lutego  | 2018 | Davos        | Supergigant   | 1:07,59    | +3,10  | Marco Odermatt |
| DNF1    | 4 lutego  | 2018 | Davos        | Kombinacja    | 2:01,77    | –      | Marco Odermatt |
| 4.      | 6 lutego  | 2018 | Davos        | Slalom gigant | 1:39,47    | +1,67  | Marco Odermatt |
| 2.      | 7 lutego  | 2018 | Davos        | Slalom        | 1:45,31    | +2,77  | Clément Noël   |
| DNF2    | 25 lutego | 2019 | Val di Fassa | Slalom gigant | 1:57,96    | –      | River Radamus  |
| 1.      | 26 lutego | 2019 | Val di Fassa | Slalom        | 1:46,52    | –      | –              |

### Puchar Świata

#### Miejsca w klasyfikacji generalnej
| Sezon     | Miejsce |
| --------- | ------- |
| 2017/2018 | –       |
| 2018/2019 | 94.     |
| 2019/2020 | 49.     |
| 2020/2021 | 38.     |
| 2021/2022 | 35.     |
| 2022/2023 | 48.     |
| 2023/2024 | 22.     |

#### Miejsca na podium w zawodach
1. Zagrzeb – 5 stycznia 2020 (slalom) – 3. miejsce
2. Madonna di Campiglio – 22 grudnia 2020 (slalom) – 3. miejsce
3. Schladming – 26 stycznia 2025 (slalom) – 2. miejsce